# نموذج إف يو أر بي سي
FURPS هو اختصار يمثل نموذجًا لتصنيف سمات جودة البرمجيات (المتطلبات الوظيفية وغير الوظيفية):
- الوظيفة: تشمل القدرة (حجم وشمولية مجموعة الميزات)، وإعادة الاستخدام (التوافقية، وقابلية التشغيل البيني، وقابلية النقل)، والأمان (الحماية من المخاطر وقابلية الاستغلال).
- قابلية الاستخدام (UX) - تشمل العوامل البشرية، والجماليات، والاتساق، والتوثيق، وسرعة الاستجابة.
- الموثوقية - تشمل التوافر (معدل حدوث الأعطال "المتانة/المداومة/المرونة"، ومدى استمرارية الأعطال ومدتها "القدرة على الاسترداد/البقاء")، والقدرة على التنبؤ (الاستقرار)، والدقة (معدل وحدة الأخطاء).
- الأداء - يشمل السرعة، والكفاءة، واستهلاك الموارد (مثل الطاقة، والذاكرة العشوائية، والذاكرة المخبئية)، والإنتاجية، والسعة، والقدرة على التوسع.
- إمكانية الدعم تشمل قابلية الصيانة، والاستدامة، وسرعة الإصلاح، وقابلية الاختبار، والمرونة (القابلية للتعديل، والتكوين، والتكيف، والتوسيع، والوحدات المستقلة)، وقابلية التثبيت، وقابلية التخصيص المحلي.

طُوِّر هذا النموذج في شركة هيوليت-باكارد (HP)، وتم شرحه لأول مرة بشكل علني بواسطة جرادي وكاسويل. يُستخدم نموذج FURPS+ الآن على نطاق واسع في صناعة البرمجيات، حيث أُضيف الرمز + لاحقًا بعد حملات عديدة في HP لتوسيع الاختصار لتشديد التركيز على سمات إضافية.

## قراءة إضافية
- Watson، Mike (2006). Managing Smaller Projects: A Practical Approach. Multi-Media Publications Inc. ص. 117 ff. ISBN:978-1-895186-85-7.
- Kenett، Ron؛ Baker, Emanuel (1999). Software Process Quality: Management and Control. CRC Press. ص. 130 ff. ISBN:978-0-8247-1733-9.
- Nakajo، Takeshi؛ Sasabuchi، Katsuhiko؛ Akiyama، Tadashi (أبريل 1989). "A Structured Approach to Software Defect Analysis" (PDF). Hewlett-Packard Journal. Palo Alto: Hewlett-Packard Co. ج. 40 ع. 2: 50–56. مؤرشف من الأصل (PDF) في 2023-03-13. اطلع عليه بتاريخ 2016-03-24.
- Fischer، William A. Jr.؛ Jost، James W. (أبريل 1989). "Comparing structured and unstructured methodologies in firmware development" (PDF). Hewlett-Packard Journal. Palo Alto: Hewlett-Packard Co. ج. 40 ع. 2: 80–85. مؤرشف من الأصل (PDF) في 2023-03-13. اطلع عليه بتاريخ 2016-03-24.
- Grady، Robert؛ Caswell, Deborah (1987). Software Metrics: Establishing a Company-wide Program. Prentice Hall. ص. 159. ISBN:0-13-821844-7.
- Carter، Donald؛ Stilwell Baker, Barbara (1992). Concurrent Engineering, The Product Development Environment for the 1990s. Addision-Wesley. ص. 175. ISBN:0-201-56349-5.

## روابط خارجية
- IBM على Furps+